# Червяков, Николай Иванович
Никола́й Ива́нович Червяко́в (22 ноября 1935, Алексеевское, Ставропольский край — 14 мая 2020, Ставрополь) — доктор технических наук (1987), профессор (1989), заведующий кафедрой прикладной математики и математического моделирования СКФУ (2004—2020), заслуженный деятель науки и техники РСФСР.

## Биография
С октября 1954 г. — курсант школы связи Черноморского флота. С сентября 1955 г. курсант Ставропольского (с 1956 — Вильнюсского) радиотехнического училища. С декабря 1958 г. техник приёмо-передающих и индикаторных устройств посадочной радиотехнической станции истребительной авиадивизии Северного корпуса ПВО.
С августа 1960 г. военная служба в Ракетных войсках стратегического назначения, слушатель Харьковского ВКИУ. С июля 1965 г. на полигоне Капустин Яр — инженер-испытатель лаборатории 3-го управления полигона. С февраля 1968 г. в Ставропольском высшем военном командном училище связи: преподаватель, с ноября 1971 г. старший преподаватель, с января 1975 г. начальник кафедры «Электронно-вычислительной техники». В 1978 году присвоено воинское звание полковник.
После увольнения в запас в январе 1994 работал профессором кафедры информатики и информационных технологий в системах управления Ставропольского военного института связи Ракетных войск. Одновременно в 1994—2004 гг. профессор кафедры алгебры Ставропольского государственного университета, с 2004 по май 2020 года — заведующий кафедрой прикладной математики и информатики университета.
Скончался 14 мая 2020 года.

## Характеристика трудов
Научные работы профессора Червякова Н.И. находятся преимущественно в области модулярных вычислительных технологий и искусственных нейронных сетей, а так же их приложений для цифровой обработки сигналов и изображений, в криптографии.
Николай Иванович Червяков опубликовал более 800 научных работ, 10 монографий, им получено более 100 патентов на изобретения. Под руководством профессора подготовлено 5 докторов и 82 кандидата наук.
Основатель научной школы: «Нейроматематика, модулярные нейрокомпьютеры и высокопроизводительные вычисления».

## Основные научные труды
- Модулярная арифметика и ее приложения в инфокоммуникационных технологиях — М.:«Физматлит», 2017. — 402 с.
- Компьютерные вычисления наоснове модулярной алгебры. Ставрополь: «Издательско-информационный центр «Фабула», 2016, 210 с.
- Модулярные параллельные вычислительные структуры нейропроцессорных систем. — М.: Физматлит, 2003, — с. 284.
- Нейрокомпьютеры в системе остаточных классов. — М.: Радиотехника, 2003, — с. 272.
- Нейроматематика. — М.: Радиотехника, 2002, — с. 448.
- Элементы компьютерной математики и нейроинформатики. — М.: Физматлит, 2003, — с. 216.

## Награды и звания
- Орден Красной Звезды (1978).
- Заслуженный деятель науки и техники Российской Федерации (6 июля 1994) — за заслуги в научной деятельности
- Почетный гражданин г. Благодарный Ставропольского края.
- Медали СССР. Медали РФ.